# Sala Estense
La Sala Estense è una sala teatrale (un tempo cinematografica) di Ferrara. Si trova nel centro storico cittadino, a pochi passi dallo Scalone d'Onore del Municipio.

## Storia
La sua costruzione si deve a Ercole I d'Este che la fece erigere nel 1476 come cappella di corte e chiamata Chiesa Nuova. Al suo interno vi venivano esposte le salme degli Estensi. Nel Cinquecento venne fatta ampliare da Alfonso II d'Este come chiesa ad aula con tre altari e abbellita esternamente da un frontone triangolare e da un portone ornato da due colonne.
Nell'Ottocento rimase semiabbandonata e ridotta a magazzino. 
In seguito fu restaurata, negli anni '20 del Novecento quando fu demolito il frontone triangolare della facciata della chiesa. Contemporaneamente in città cominciò una radicale opera di recupero dell'esistente e di ricostruzione, poi conosciuta come addizione novecentista, voluta da Italo Balbo e dai suoi collaboratori più vicini, come il podestà Renzo Ravenna ed il giornalista Nello Quilici. In quegli stessi anni venne completamente rifatta in stile neo-medievale la facciata di fronte al Duomo del Palazzo Municipale e la Torre della Vittoria, che racchiudono, esternamente, la piazzetta Municipale. Dopo gli interventi di restauro la Sala Estense divenne un teatro ed un cinema.
La Sala Estense e la piazzetta Municipale furono utilizzate in varie produzioni cinematografiche, come ad esempio La lunga notte del '43 o il più recente Al di là delle nuvole.

## Caratteristiche architettoniche
Oggi la sala ha un piccolo palcoscenico, una platea ed una galleria e abbellita con colonne e decorazioni in tardo stile liberty. Dell'antica chiesa è rimasto solo il portale sulla facciata dell'edificio frutto di un assemblaggio di elementi architettonici di epoche diverse. Ai lati della parte superiore del portale sono presenti le statue dei patroni di Ferrara San Giorgio e San Maurelio realizzate nel 1835 da Francesco Vidoni in origine destinati alla Cattedrale.

## Utilizzo attuale
Attualmente la Sala Estense ospita varie manifestazioni culturali e concerti. Una volta all'anno ospita una rassegna di teatro dialettale ferrarese organizzato dalla Compagnia Straferrara.

## Galleria d'immagini

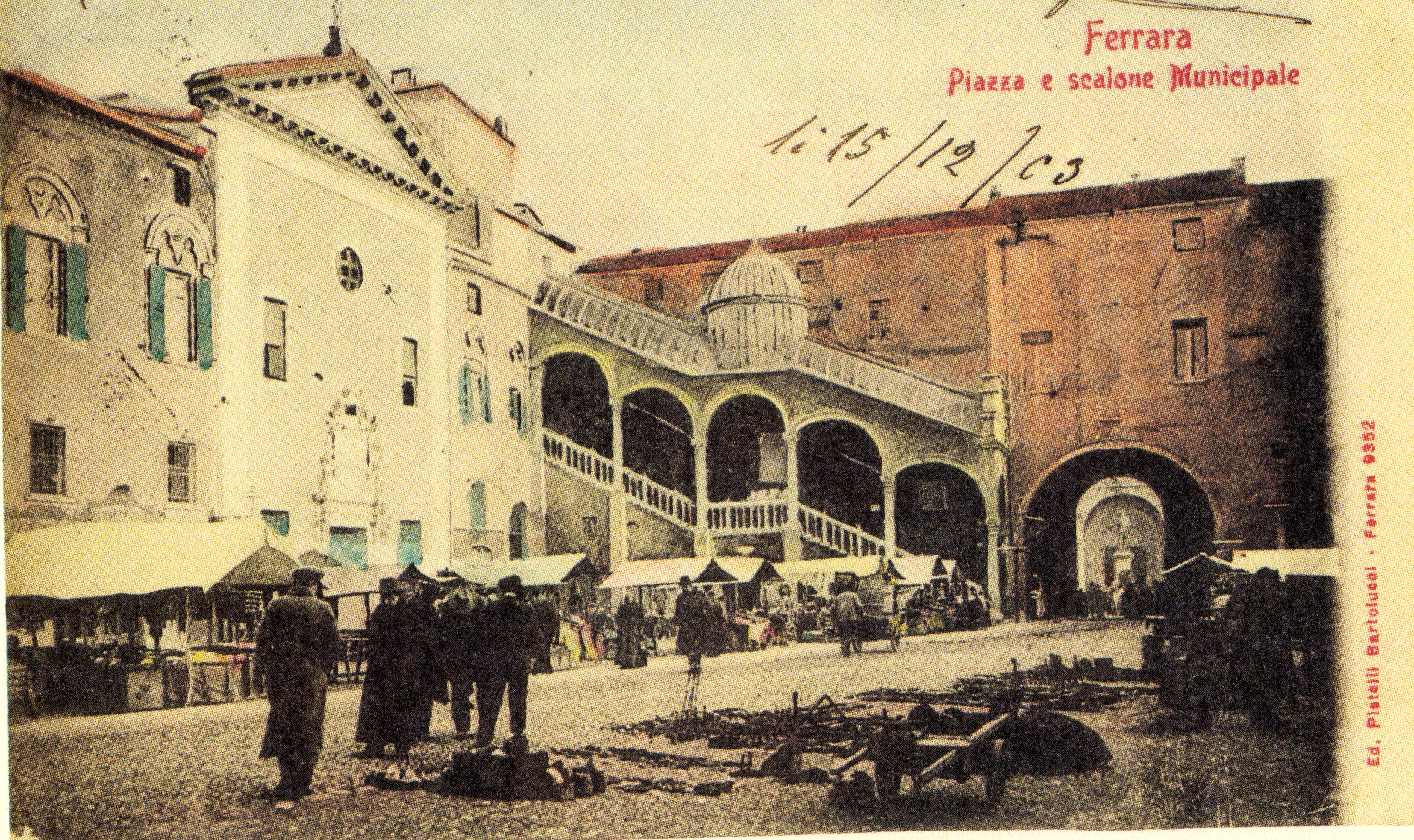
Piazza Municipale nel 1903
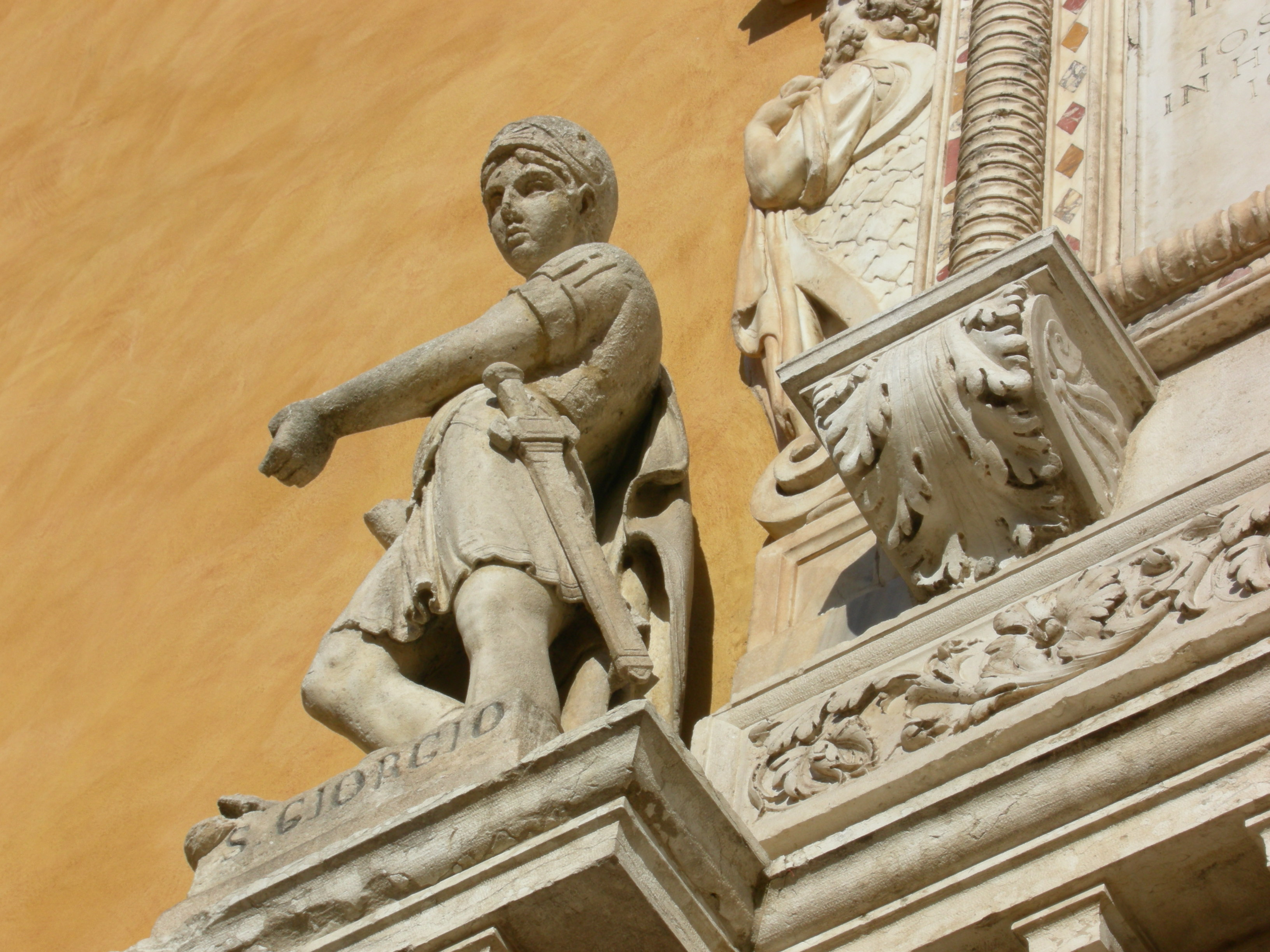
Francesco Vidoni, San Giorgio, 1835, portale Sala Estense
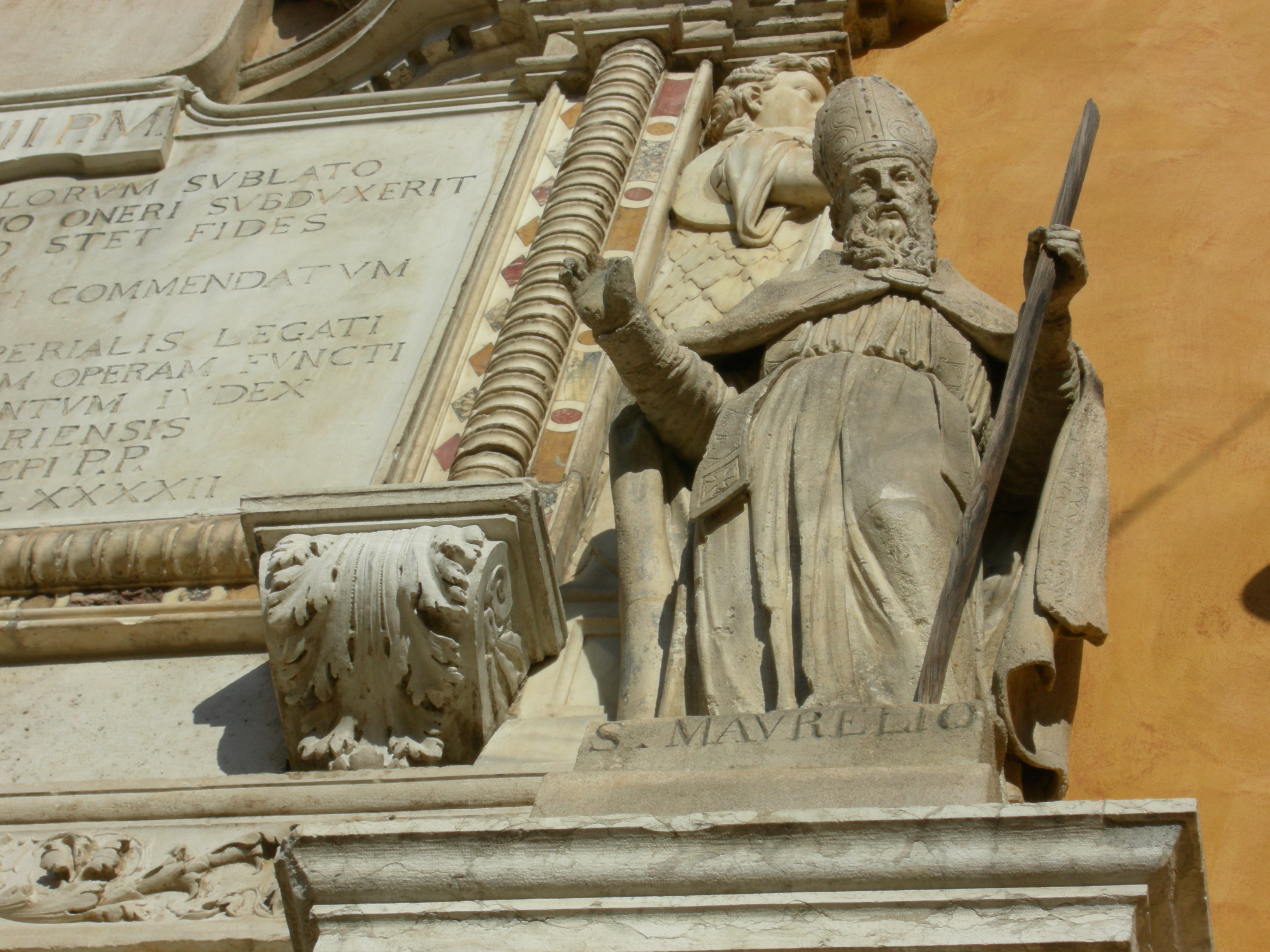
Francesco Vidoni, San Maurelio, 1835, portale Sala Estense
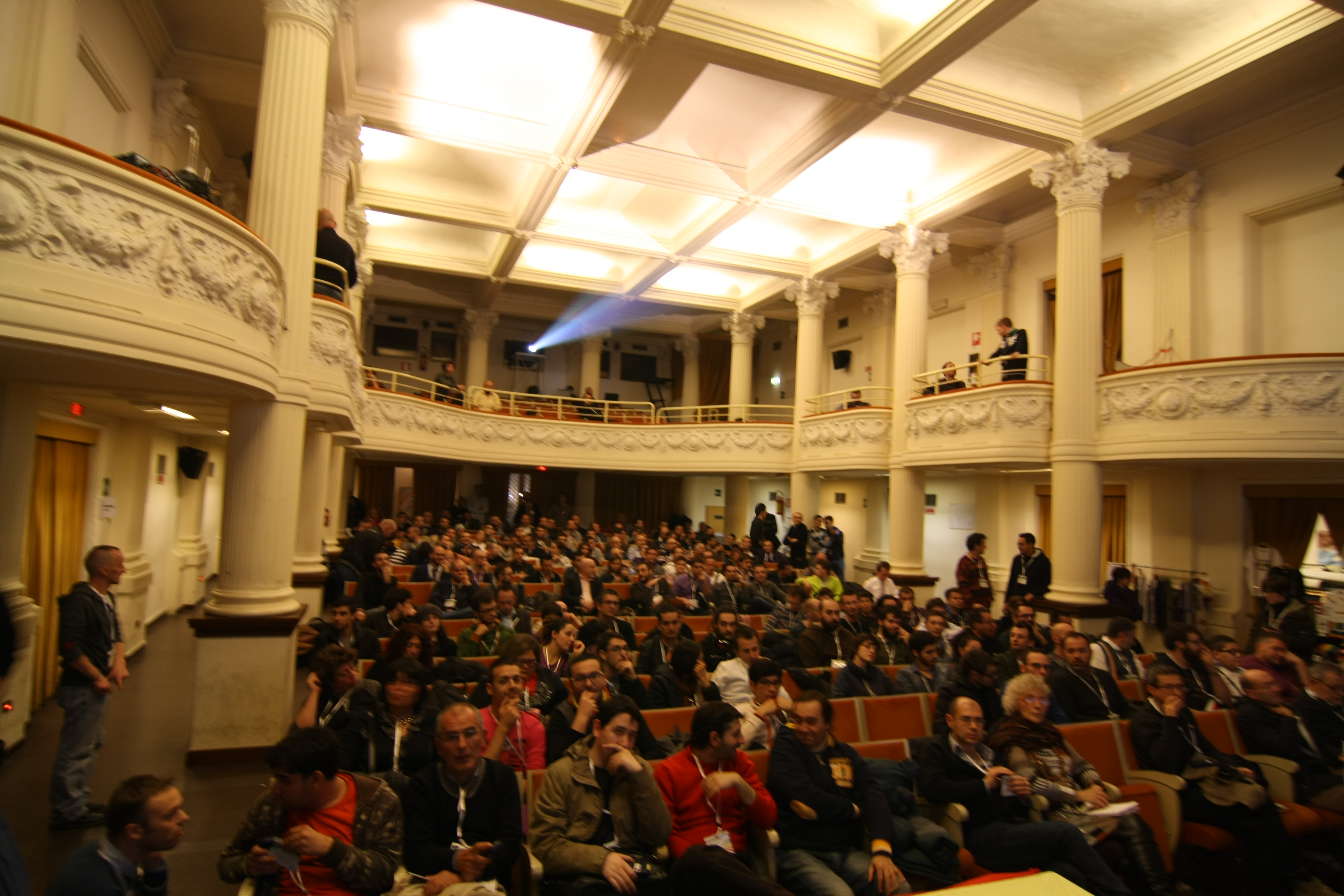
Interno della Sala Estense visto dal palcoscenico